# 市民酒場
市民酒場（しみんさかば）は、昭和初期に生まれた、横浜独自の大衆酒場の形態である。その成り立ちには、戦前からの組合によるものと、第二次世界大戦中の行政主導によるものの二つの側面がある。

## 成り立ち

### 組合としての「市民酒場」
大正時代、千葉県久留里出身の永島四郎は横浜の伊勢佐木町4丁目に移り住み、故郷上総の酒を販売する酒屋を開業した。関東大震災で被災したのち数度移転し、堀割川に架かる中村橋近くの南区睦町で店を再建。1927年には業態替えし、飲食店の「忠勇」となった。その頃、小売免許を持ち安く酒を仕入れることのできる酒屋が盛切家（福岡でいう角打ち）のサービスを始めると、次第に飲食店の営業が脅かされるようになった。永島は対策を求めて、保健所や市の衛生局、厚生省に陳情を行った。日中戦争が勃発した翌年の1938年、永島は飲食店同業者の結束を強めるべく「市民酒場組合」を結成した。組合は徐々に会員を増やし、中区・西区・保土ケ谷区・神奈川区・鶴見区にも支部が結成された。さらに、これらの支部を取りまとめる「横浜市民酒場組合連合会」が組織された。終戦後の1950年には永島は横浜市民酒場組合連合会を母体として「神奈川県ふぐ協会」を創設。ふぐ料理の調理技術や知識の普及に尽力した。
後述のとおり、戦時下の配給制度のためにできた他都市の「国民酒場」や「勤労酒場」とは異なり、組合をルーツに持つ横浜の市民酒場は配給制度が終了した後も続いていった。戦後の最盛期の市民酒場組合加盟店は約100軒。西区などの市民酒場は三菱重工業横浜造船所の労働者で活況を呈したが、1983年に横浜みなとみらい21の再開発のためにドックが移転すると賑わいが静まっていった。
市民酒場組合鶴見支部は2008年頃解散。横浜市民酒場組合連合会は2010年に解散したが、それ以降も寄合を続けている支部もある。

### 配給のための「市民酒場」
第二次世界大戦の戦況が悪化すると、1941年7月にはビール、同年11月からは日本酒の流通が配給制となる。大衆酒場は、問屋からの配給により三級酒を1日当たり一升二～三合（2.16～2.34リットル）程度しか販売できず、商売にならないため自家消費や横流しが横行した。神奈川県は酒の横流しや私情による販売をしにくくする目的で、大衆酒場を整理統合する「市民酒場」の構想を建てた。市内に約700軒あった酒場を3店1組の共同経営とし、1944年10月4日に189軒の「市民酒場」が誕生した。市民酒場組合加盟店は最盛期で100軒ほどであり、配給のための市民酒場の半数以上は組合活動と無関係であることが分かる。『横濱市民酒場グルリと』の著者は、配給のための酒場の制度の創設にあたり、行政が既存の市民酒場組合を活用したのではないか、他都市とは異なる独自の名称で呼ばれたこともこれに起因するのではないか、と推測している。
営業規模により3つのランクに分けられ、1ヶ月あたり四斗以下の販売店では経営者1人当たり三升、四斗以上一石以下の店では同四升、一石以上の店では100本が配給された。4～5日に一度、夕方6時に開店し、1人当たり一合の販売。肴は一皿25銭のイワシが提供された。伊勢佐木町の店では開店後わずか6分で売り尽くすことがあったほどの活況で、当時の浜っ子がささやかな楽しみとしての酒を渇望していた様子がうかがえる。同年12月15日にはウイスキーを販売する市民酒場13軒が開かれた。第二次世界大戦末期になると増税もあり、酒屋として利益を上げていくことが困難になっていた。酒屋として続けていくか、小売免許を返上して居酒屋に転業するかの選択を迫られ、居酒屋としての営業を始める店も少なくなかった。現在営業する市民酒場の多くは、戦前までの酒屋から転業した店である。
第二次世界大戦の終戦後、酒の自由販売が再開する1949年までは配給制が続いたが、横浜市内で配給されたビールは、ラベルこそ商標のない「麥酒」に統一されていたものの、全て市内にある麒麟麦酒の生麦工場製であった。その経緯から、市民酒場組合加盟店ではキリンビールを販売している。
横浜以外の都市では、東京都の「国民酒場」、川崎市や大阪府、北海道などの「勤労酒場」など類似の制度が見られた。東京では、当時東京財務局関税部長であった大平正芳の発案により、1944年3月の決戦非常措置要綱で閉鎖されたカフェーや高級料理店の店舗と、そこで提供されるはずだった業務用の酒を使い、勤労者向けの「国民酒場」を開設。最盛期には300軒ほどが営業した。しかし、戦前からの飲食店組合の流れを持つ横浜の市民酒場とは異なり、他都市の行政主導の国民酒場や勤労酒場は、配給制が終わると役目を終え、姿を消していった。

## 現状

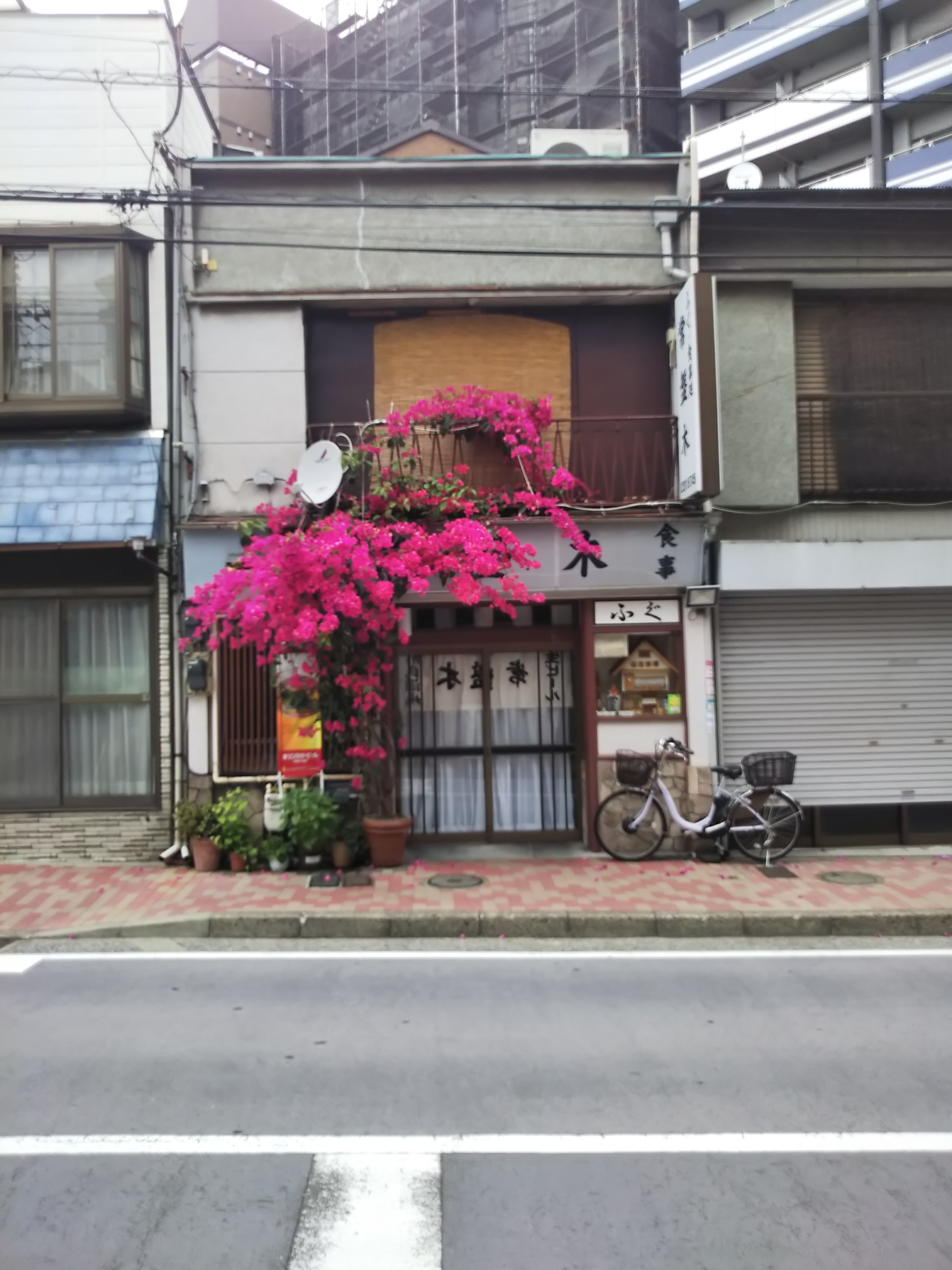
岩亀横丁の常盤木。開店前であるが、暖簾に「市民酒場」の文字が見える。

2015年時点で横浜市内に「市民酒場」あるいは「市民酒蔵」と明言して営業しているのは、西区戸部町の岩亀横丁にある「常盤木」、神奈川区子安通の「諸星」、神奈川区青木町の「みのかん」の3店舗で、このうち「みのかん」は2018年に閉店した。しかし暖簾に謳ってはいないものの、市民酒場の系譜を受け継ぐ店は、前述の「忠勇」をはじめ30軒ほど営業を続けている。